# Principi di bioetica
I principi di bioetica sono il principale punto di riferimento teorico per l'analisi e la risoluzione dei problemi etici che sorgono in campo biomedico e clinico secondo il modello dei quattro principi di bioetica formulato da Tom Beauchamp e da James Childress nel loro testo Principi di etica biomedica (prima edizione: 1979). Questa interpretazione dell'etica applicata al contesto biomedico richiede sia una padronanza dei casi clinici specie in relazione con le loro implicazioni legali e sia conoscenze in campo storico, filosofico, e sociologico.

## I quattro principi
Il modello riconosce quattro principi morali che devono essere usati come base per giudicare i problemi di bioetica e che possono essere diversamente pesati in base alle circostanze. I quattro principi sono:
- Principio di Autonomia: il paziente ha diritto di rifiutare il trattamento e di prendere parte al processo decisionale;
- Principio di Beneficenza: il personale sanitario deve agire tutelando l'interesse del paziente;
- Principio di Non Maleficenza o primum non nocere: il personale sanitario non deve causare danno al paziente;
- Principio di Giustizia: in caso di risorse limitate, i trattamenti devono essere distribuiti tra i pazienti in modo equo e giusto.

A seconda dei casi in analisi, altri valori morali che possono essere introdotti nel quadro di riferimento sono:
- Il rispetto per la persona: sia il paziente che il personale sanitario hanno il diritto di essere trattati con dignità;
- Veridicità e onestà: il paziente ha diritto a essere informato sul proprio trattamento in modo completo e consapevole.

L'insieme di questi valori non spiega come trattare ogni possibile situazione, ma fornisce linee guida utili per comprendere come districare i conflitti. Quando i valori morali sono in conflitto tra loro nascono i dilemmi etici. Esistono casi in cui non esiste una soluzione a un dilemma etico, e in questi casi i valori morali della comunità medica (come l'ospedale e il suo staff) sono in conflitto con i valori del paziente, della sua famiglia o della comunità. A volte possono nascere conflitti anche tra i membri di una famiglia oppure tra i fornitori dell'assistenza sanitaria: per esempio, il bisogno di essere sinceri con i familiari riguardo al proprio stato di salute non era preso in grande considerazione prima dell'era dell'HIV; invece i principi di autonomia e di beneficenza entrano in conflitto quando un paziente rifiuta una trasfusione ritenuta vitale dal personale sanitario, come nel caso dei Testimoni di Geova.
La conformità a tali principi è stata raccomandata - nel Capitolo I, riguardante le "Disposizioni Generali" - dalla convenzione sui diritti umani e la biomedicina,  più nota come convenzione di Oviedo.
Questi principi, inoltre, sono gli stessi del Rapporto Belmont, documento fondamentale e "pionieristico", negli Stati Uniti, per la regolamentazione etica nel campo della sperimentazione umana. Tom Beauchamp fu membro della commissione che redasse il rapporto.

## Il principio di autonomia
Il principio di autonomia riconosce il diritto dell'individuo a auto-determinarsi, come espresso dal principio latino Voluntas aegroti suprema lex (la volontà del paziente è la legge suprema). Questo principio è radicato nel rispetto della società moderna verso la possibilità individuale di prendere decisioni consapevoli riguardo alle questioni personali. La crescente importanza del principio di autonomia può essere vista come una reazione sociale al tradizionale paternalismo medico. Alcuni studiosi sostengono che la reazione negativa verso lo storico paternalismo medico a favore dell'autonomia del paziente abbia inibito l'uso legittimo del "paternalismo leggero" a discapito dei risultati positivi su alcuni casi e alcuni pazienti. Il rispetto dell'autonomia del paziente è alla base del consenso informato, delle dichiarazioni anticipate di trattamento.
L'autonomia rientra tra gli indicatori generali della salute. Molte malattie sono caratterizzate da perdita di autonomia del paziente sotto diverse forme: questo rende l'autonomia un indicatore sia per il benessere personale che per il benessere del professionista. Usando l'autonomia come parametro utile per misurare il proprio benessere, sia la prospettiva etica che quella medica traggono vantaggio dal riferimento alla salute del paziente.
Agli psichiatri e agli psicologi clinici è spesso richiesto di valutare la capacità del paziente di prendere decisioni riguardanti la propria vita o la propria morte, quando già le condizioni cliniche sono critiche. Ad esempio, persone con condizioni psichiatriche delicate (come il delirio o la depressione) possono non essere in grado di prendere decisioni per quanto concerne il proprio fine vita; per queste categorie una richiesta di rifiuto del trattamento da parte del paziente può non essere seguita dal personale sanitario considerando le condizioni psichiche generali. Per questo, a meno che ci siano chiare direttive di trattamento in merito, in generale persone con deficit mentali ricevono le cure che vengono ritenute migliori nell'interesse del paziente. Al contrario, i pazienti nel pieno delle proprie facoltà mentali hanno il diritto di prendere decisioni sul proprio fine-vita, di rifiutare trattamenti e - laddove la legge lo consente - di scegliere trattamenti tali da consentire un'anticipazione della propria morte: in questi casi, psichiatri e psicologi hanno un ruolo attivo nel garantire l'esercizio dei diritti del paziente.

## Il principio di beneficenza
Il principio di beneficenza richiama il motto latino Salus aegroti suprema lex. Il termine "beneficenza" si riferisce a quelle azioni finalizzate a promuovere il benessere delle persone. Nel contesto medico, "beneficenza" significa prendere decisioni mirate a ottenere il miglior interesse per il paziente, ma vi è molta incertezza sulla definizione precisa di cosa promuova davvero il benessere del paziente.
James Childress e Tom Beauchamp, nel loro libro Principi di etica biomedica (1979) identificano la beneficenza come uno dei valori chiave dell'etica sanitaria. Alcuni studiosi, come Edmund Pellegrino, sostengono che la beneficenza è l'unico principio fondamentale della bioetica; allo stesso tempo sostengono che la cura è l'unico scopo della medicina, e che operazioni come la chirurgia estetica e l'eutanasia superano tale limite e non dovrebbero essere prese in considerazione per il benessere del paziente.

## Il principio di non maleficenza
Il principio di non maleficenza richiama il motto latino primum non nocere e sottolinea l'importanza di non causare danno al paziente. In molti sostengono che la non maleficenza dovrebbe essere la prima cosa da tenere a mente per il personale sanitario, ovvero che sia più importante non causare danno che fare del bene al paziente. Ad esempio, nel caso di alcune sperimentazioni troppo entusiaste si tende a usare trattamenti che si crede portino beneficio al paziente, senza prima valutare adeguatamente il rischio o il danno connesso al trattamento: come risultato, il paziente viene danneggiato, e a volte va incontro alla morte pur se il trattamento si è dimostrato efficace.
Non solo "non nuocere" può essere considerato più importante che "fare del bene"; è fondamentale anche sapere quanto è probabile che un trattamento arrechi danno a un paziente. Per questo un medico dovrebbe non solo evitare quelle prescrizioni che potrebbero essere dannose per il paziente, ma dovrebbe anche astenersi dal prescrivere trattamenti a meno che sia improbabile che il paziente ne riceva un danno o che i benefici previsti siano nettamente maggiori dei rischi correlati al trattamento.
Nella pratica, molti trattamenti hanno una certa probabilità di recare danno al paziente; in determinate circostanze (in caso di emergenza, per esempio) scegliere un trattamento con un'alta probabilità di rischio può essere giustificato dal fatto che il non intervento abbia una probabilità molto alta di recare danno al paziente. Per questo motivo il principio di non maleficenza non è un principio assoluto, e deve sempre essere bilanciato con il principio di beneficenza: la combinazione dei due principi può dare origine al fenomeno del doppio effetto (vedi più sotto).
La definizione legale di non maleficenza non è solo una questione clinica, ma coinvolge anche questioni religiose, politiche e sociali; la violazione del principio di non maleficenza può avere ripercussioni legali sul personale sanitario, e per questo esistono legislazioni in ogni nazione.

## Il principio di giustizia
Secondo il principio di giustizia, si devono trattare in modo uguale pazienti uguali e si possono trattare in modo diverso pazienti diversi se le differenze sono rilevanti ai fini del trattamento.
L'applicazione del principio di giustizia diventa critica nel momento in cui le risorse sono limitate e non sufficienti a coprire i bisogni di tutti i pazienti che richiedono un trattamento. In questo caso il personale sanitario deve essere in grado di ripartire le risorse senza commettere ingiustizie e senza causare danno ai pazienti, ed eventualmente dirottare i pazienti verso altre strutture. Un classico esempio di applicazione del principio di giustizia con risorse limitate è l'uso delle tecniche di triage.

## Conflitti tra i principi
Esistono diversi casi in cui i principi della bioetica sono in conflitto tra loro. In tal caso, utilizzando la terminologia proposta da W. D. Ross, si può parlare di doveri morali "prima facie", cioè a dire che un principio risulta vincolante sino a che non entra in conflitto con un altro. Nel qual caso sorge la necessità di dover scegliere tra i due. Purtroppo, l'approccio dei "quattro principi" non offre un criterio di scelta tra detti principi, e ciò viene spesso rimarcato dai critici di questo approccio. Non bisogna dimenticare, tuttavia, che i "principi di bioetica" rappresentano l'unico tentativo, finora, di trovare una "linea mediana”, di compromesso, tra le principali istanze bioetiche che, spesso, appaiono insanabili.
Ad esempio, il principio di autonomia può entrare in conflitto con il principio di beneficenza quando il paziente non è d'accordo con le raccomandazioni che il personale sanitario ha fornito nell'interesse del paziente. Quando l'autonomia del paziente è in conflitto con il benessere del paziente, spetta alla società o alla legge definire i limiti dell'intervento medico. In generale, nel mondo occidentale la medicina si rimette al volere del paziente in possesso delle proprie facoltà mentali, anche qualora il personale sanitario ritenesse che il volere del paziente non coincida con l'interesse del paziente stesso.
Un paziente può rifiutare un trattamento per questioni religiose o culturali, o perché gli effetti del trattamento non sono consoni con le decisioni del paziente sulla propria vita. In caso di eutanasia, il paziente o i suoi familiari possono chiedere di mettere fine alla vita del paziente, benché questo sia consentito in pochissimi Stati, tra cui i Paesi Bassi ed il Belgio. Invece, in caso di ipocondria o di interventi estetici, il paziente richiede un trattamento non necessario, e lascia al medico il compito di bilanciare il desiderio del paziente di effettuare un trattamento potenzialmente rischioso con l'autonomia consapevole del paziente stesso. D'altro canto, rifiutare un intervento richiesto dal paziente può danneggiare il rapporto medico-paziente.
Il conflitto tra l'autonomia e la beneficenza o la non maleficenza può anche essere visto in modo più ampio, includendo gli effetti sui familiari dei pazienti, sul personale sanitario, sulla società e sulle conseguenze economiche del trattamento scelto.

### Doppio effetto
La teoria del doppio effetto si riferisce alle diverse conseguenze che può avere una singola azione; nella bioetica si richiama spesso il concetto del doppio effetto quando si combinano gli effetti del principio di beneficenza e di non maleficenza.
Un esempio molto comune del doppio effetto è l'uso di morfina o di analgesici su pazienti in fin di vita: queste sostanze hanno un effetto benefico riducendo il dolore e la sofferenza del paziente, ma allo stesso tempo agiscono sul sistema respiratorio, deprimendo il respiro e causando la morte se somministrate in dosi eccessive a breve distanza di tempo. Dal punto di vista etico, alcuni bioeticisti, ispirandosi al pensiero del filosofo e teologo scolastico Tommaso d'Aquino - ma anche al filosofo Kant - ritengono che, dei "due effetti" solo uno sia da imputare all'agente, in quanto la "maleficenza" (o la morte) sono un effetto "atteso, ma non voluto", ed il soggetto agente può essere ritenuto responsabile solo dei suoi atti intenzionali, non di quelli "collaterali".

### Consenso informato
In etica, il "consenso informato" è l'idea che il paziente debba essere pienamente informato sul proprio stato di salute e sui potenziali rischi e benefici del trattamento scelto; è strettamente legato al principio di autonomia e alla sincerità tra medico e paziente. Un paziente non informato corre il rischio di compiere scelte errate, che non riflettono i propri valori o i propri desideri. Il consenso informato non riguarda solo il processo necessario per ottenere il consenso al trattamento, che è un processo a fini prettamente legali. I pazienti possono scegliere di prendere parte alle decisioni sul proprio trattamento, oppure possono delegare il potere di prendere decisioni a un'altra persona. Se il paziente non è in possesso delle proprie capacità mentali, le leggi in vigore prevedono diversi processi per ottenere un consenso informato, solitamente designando una persona in rappresentanza del paziente.

### Confidenzialità
La confidenzialità è un principio basilare nel rapporto medico-paziente. In alcuni paesi le leggi prevedono una tutela degli interessi del paziente e impediscono al medico di rivelare informazioni emerse dalla conversazione con un paziente, anche sotto giuramento in un processo legale.
Il principio di confidenzialità crea conflitti etici in diversi casi: ad esempio in caso di assistenza a persona ferita da arma da fuoco, in caso di malattie sessualmente transmissibili, in caso di pazienti minorenni incinte o richiedenti un aborto